# 贡论
貢論（藏語：གུང་བློན，威利转写：gung blon），是西藏歷史上吐蕃帝國的一個官職。
「貢論」的「貢」字面意思是「中間、居中」，分為大貢論、中貢論、小貢論三個職務，每個職務各一名。其中，中貢論和小貢論是大貢論的副手。根據《弟吳佛教源流》記載，貢論的職責是「像丈夫一樣決策外事，果斷行事」，負責國家政治、法律、外交、軍事等方面諸多事務。